# 孙临
孫臨（1611年—1646年8月4日（隆武二年六月二十四日）），字克威，安慶府桐城縣人，明朝、南明軍事人物。
孫臨是天啟五年進士孫晉的弟弟，方以智妹夫，娶方以智妹方子耀為妻。幼时丧父，隨兄長讀書，通声律，擅吹箫。明崇祯初年，考取恩貢，与方以智、方文、钱秉镫、周岐等人成立诗社泽社。有文武才幹，能開五石重的弓向左右射，身形短小精悍，被稱為「飛將軍」；曾跟隨方孔炤擊敗流寇，其後方孔炤入獄，才混於詩酒中。
楊文驄在龍泉山中招兵，用財結客，召用他入軍中；他上書隆武帝談及關外事務，得授副使，監督楊文驄軍隊。隆武二年（1646年），清军破南京攻福建，衢州告急，二人馳援衢州，至太湖時其妾葛嫩娘牺牲。六月二十四日，孫臨和楊文驄於建寧樟樹村遭清軍追騎擒獲，都不肯投降，臨刑前大笑：“孙三今日登仙矣！”，與部下五百人被殺，二人屍體同被埋於坎瘗大树，並在樹上写明官爵、姓氏。
兒子孫中岳也有才名，他死後亦憂傷去世。
永曆十六年（康熙元年，1662年）其兄孙晋之子孙韦入闽，發之求得遺體，两人骨不可复辨，孙韦在东峰僧舍焚其遺骨。並將二人骨灰同葬於枫香岭（今龙头乡百岭村）东南麓，1732年（雍正十年）立碑，世稱“双忠墓”。著有《肄雅堂集》、《肄雅堂诗选》、《孫克咸诗》、《大略斋集》、《我俚集》、《楚水吟》等。